# Коритниця (Великопольське воєводство)
Коритниця (пол. Korytnica) — село в Польщі, у гміні Рашкув Островського повіту Великопольського воєводства.
Населення — 628 осіб (2011).

## Демографія
Демографічна структура станом на 31 березня 2011 року:
|          | Загалом | Допрацездатний вік | Працездатний вік | Постпрацездатний вік |
| -------- | ------- | ------------------ | ---------------- | -------------------- |
| Чоловіки | 307     | 77                 | 195              | 35                   |
| Жінки    | 321     | 65                 | 180              | 76                   |
| Разом    | 628     | 142                | 375              | 111                  |